# ŽKK Mladi Krajišnik
Ženski košarkaški klub Mladi Krajišnik, ook wel bekend als ŽKK Mladi Krajišnik (Servisch: Женски кошаркашки клуб Млади Крајишник), is een professionele damesbasketbalclub gevestigd in Banja Luka, in de Servische Republiek, Bosnië en Herzegovina. De club werd opgericht in 1963 en begon in 1964 deel te nemen aan de Joegoslavische Eerste Liga. De thuiswedstrijden worden gespeeld in de Sporthal Obilićevo, die plaats biedt aan 800 toeschouwers. Mladi Krajišnik wordt beschouwd als de succesvolste club in de Servische Republiek en neemt momenteel deel aan het kampioenschap van Bosnië en Herzegovina. De bijnaam van de club is De Kleintjes (Malene), en de huidige sponsor is Meridianbet.
De prijzenkast van de club omvat 19 bekers en negen landstitels in de Republika Srpska, plus vier kampioenstitels en vier bekers in Bosnië en Herzegovina. In 1996 en 1997 werd de club uitgeroepen tot beste sportclub van de Servische Republiek, en zes keer tot beste team van Banja Luka. Op Europees niveau nam Mladi Krajišnik deel aan de Ronchetti Cup, het EuroCup en de Adriatische Vrouwenliga (WABA).

## Geschiedenis
De club ŽKK Mladi Krajišnik werd opgericht op 25 mei 1963. Het jaar daarop trad de club toe tot de Eerste Liga van Joegoslavië, waaruit zij tot 1972 drie keer degradeerde. Tussen 1974 en 1991 speelde de club onafgebroken in de Eerste Liga van de Socialistische Federatieve Republiek Joegoslavië. Van 1992 tot en met 1995 kwam de club uit in de Eerste Liga van de Federale Republiek Joegoslavië, maar degradeerde in 1995 naar de Eerste Liga B. In 1997 keerde Mladi Krajišnik terug naar de hoogste klasse en behaalde datzelfde seizoen de tweede plaats in het Joegoslavische kampioenschap. Tot 1999 bleef de club actief in het Joegoslavische kampioenschap. ŽKK Mladi Krajišnik is, naast Rode Ster, de enige club die zo lang in de Joegoslavische Eerste Divisie heeft gespeeld.
Sinds 1993 neemt ŽKK Mladi Krajišnik deel aan het kampioenschap van de Republika Srpska, waarin de club met negen opeenvolgende titels domineerde. Vanaf het seizoen 1999-2000 nam de club deel aan het gezamenlijke kampioenschap van Bosnië en Herzegovina en werd in het debuutjaar direct kampioen. In de daaropvolgende decennia groeide de organisatie uit tot een van de succesvolste vrouwenbasketbalclubs in het land, met in totaal 35 trofeeën in 25 jaar.

## Namen
- 1964-1985 Mladi Krajišnik
- 1985-1988 Krajina Auto Mladi krajišnik
- 1988-1992 Krajina Auto
- 1997-1998 Port Mladi krajišnik

## Erelijst
Kampioenschap van de Federale Republiek Joegoslavië
- tweede plaats (1): 1997-1998

Kampioenschap van Bosnië en Herzegovina
- kampioen (4): 1999-2000, 2000-2001, 2010-2011, 2012-2013

Beker van Bosnië en Herzegovina
- kampioen (4): 2000, 2007, 2008, 2012

Kampioenschap van de Servische Republiek
- kampioen (9): 1992-1993, 1993-1994, 1994-1995, 1995-1996, 1996-1997, 1997-1998, 1998-1999, 1999-2000, 2000-2001

Beker van de Servische Republiek
- kampioen (19): 1993, 1994, 1995, 1996, 1997, 1998, 1999, 2000, 2003, 2005, 2006, 2007, 2008, 2009, 2010, 2011, 2012, 2013, 2014

WABA
- Deelnemer aan de Final Four (1): 2009-10

## Bekende (oud-)spelers
| - Mersada Bećirspahić - Velinka Bošnjak - Milica Deura - Irena Vrančić - Ivona Bogoje - Marijana Bušljeta | - Mirjana Kovčo - Biljana Pavićević - Anđelija Arbutina - Jadranka Ćosić - Saša Čađo - Slađana Golić | - Gordana Janjić - Ana Joković - Lara Mandić - Marina Marković - Smilja Rađenović | - Snežana Šipka - Lena Trajkovski - Daliborka Vilipić - Sanda Vuković - Dragoslava Žakula |